# Deșteptarea României
Deșteptarea României este titlul unei poezii scrisă în 1848 de Vasile Alecsandri. La început, poezia a fost intitulată „Către români”, după care a primit numele actual.